# Niptus hololeucus
Niptus hololeucus (på svenska gulhårig tjuvbagge eller mässingsbagge) är en skalbaggsart som först beskrevs av Falderman 1836. Enligt Catalogue of Life ingår Niptus hololeucus i släktet Niptus och familjen Ptinidae, men enligt Dyntaxa är tillhörigheten istället släktet Niptus och familjen trägnagare. Arten är reproducerande i Sverige. Inga underarter finns listade i Catalogue of Life.

## Bildgalleri